# Przykop (Miłki)
Przykop (deutsch Przykopp, 1938 bis 1945 Hessenhöh) ist ein Ort in der polnischen Woiwodschaft Ermland-Masuren, das zur Landgemeinde Miłki (Milken) im Powiat Giżycki (Kreis Lötzen) gehört.

## Geographische Lage
Przykop liegt in der östlichen Mitte der Woiwodschaft Ermland-Masuren, 13 Kilometer südöstlich der Kreisstadt Giżycko (Lötzen).

## Geschichte
Das einstige Przykopp und spätere Hessenhöh war zeit seines Bestehens ein Gut der Gemeinde Milken (polnisch Miłki). Über die Muttergemeinde war das Gutsdorf von 1874 bis 1945 in den Amtsbezirk Milken im Kreis Lötzen im Regierungsbezirk Gumbinnen (1905 bis 1945: Regierungsbezirk Allenstein) in der preußischen Provinz Ostpreußen eingegliedert und auch dem Standesamt Milken zugeordnet. Im Jahr 1905 zählte Przykopp 47 Einwohner. Am 3. Juni – offiziell bestätigt am 16. Juli – des Jahres 1938 erhielt Przskopp die Umbenennung in „Hessenhöh“.
In Kriegsfolge kam der Ort 1945 mit dem gesamten südlichen Ostpreußen zu Polen und trägt seither die polnische Namensform „Przykop“. Heute ist er eine Ortschaft im Verbund der Landgemeinde Miłki (Milken) im Powiat Giżycki (Kreis Lötzen), vor 1998 der Woiwodschaft Suwałki, seither der Woiwodschaft Ermland-Masuren zugehörig.

## Religionen
Bis 1945 war Przykopp in die evangelische Kirche Milken in der Kirchenprovinz Ostpreußen der Kirche der Altpreußischen Union und in die katholische Kirche St. Bruno Lötzen im Bistum Ermland eingepfarrt.
Heute gehört Przykop zur evangelischen Pfarrei Giżycko in der Diözese Masuren der Evangelisch-Augsburgischen Kirche in Polen bzw. zur katholischen Pfarrkirche Miłki im Bistum Ełk der Römisch-katholischen Kirche in Polen.

## Schule
Przykopp / Hessenhöh hatte vor 1945 keine eigene Schule. Die Kinder besuchten die Schule in Milken (Miłki), zu dessen Schulgemeinde das Dorf wie auch der Nachbarort Mniechen (1928 bis 1945 Münchenfelde, polnisch Miechy) gehörte. Im Jahre 1945 besuchten 140 Schulkinder die in drei Klassen unterteilte Schule in Milken.

## Verkehr
Przykop liegt an einer Nebenstraße, die die beiden polnischen Landesstraßen DK 63 (einstige deutsche Reichsstraße 131) bei Miłki (Milken) und DK 16 (Reichsstraße 127) bei Drozdowo (Drosdowen, 1938 bis 1945 Drosselwalde) miteinander verbindet.